# Piaggio Skipper
Il Piaggio Skipper è uno scooter prodotto dalla casa motociclistica italiana Piaggio da fine 1993 al 2002 nello stabilimento di Pontedera.

## Descrizione
Lo Skipper è stato presentato in Costa Azzurra a Nizza nel maggio 1993.
Disponibile in due versioni e motorizzazioni da 125 (con 13,6 CV a 7250 giri/min) e 150 cm³, due monocilindrici a due tempi con alimentazione a carburatori raffreddati ad aria.
Nel 1998 esordisce la seconda serie che porta al debutto i nuovi motori LX 125 e LXT 150.
Nel 2000 sono stati installati motori a quattro tempi sempre raffreddati ad aria, nonché un nuovo faro e una nuova strumentazione. La potenza rispettivamente era di 10,9 CV per il 125 e 11,7 per il 150.